# Вилла Пизани (Монтаньяна)
Вилла Пизани, ныне Плакко (итал. Villa Pisani, ora Placco) — вилла (загородный дом), расположенная в Монтаньяне в провинции Падуя области Венето на севере Италии. Проект виллы создан в 1552 году выдающимся венецианским архитектором Андреа Палладио по заказу Франческо Пизани, кардинала и епископа, сына Джованни Пизани из семьи Пизани Моретта даль Банко. Вилла была построена между 1553 и 1555 годами недалеко от стен Монтаньаны.
В 1996 году вилла вместе с другими постройками Палладио включена в список Всемирного наследия ЮНЕСКО «Города Виченца и Палладиевых вилл Венето» (Città di Vicenza e Ville Palladiane del Veneto).

## История
Джованни Пизани, отец заказчика виллы Франческо Пизани, с 1516 года начал скупать участки земли в этой местности, позже Франческо продолжил эти покупки и в 1552 году приобрёл участок на пересечении двух дорог, обозначенный как место строительства нового здания. Проект заказали Палладио, который к тому времени приобрёл известность благодаря сотрудничеству с Даниэле Барбаро. Сам Пизани также был покровителем живописцев Паоло Веронезе и Джамбаттисты Маганцы, а также скульптора Алессандро Витториa, который предоставил для виллы скульптуры «Времена года».
Строительство началось в сентябре 1553 года и было завершено в 1555 году.

## Архитектура
В отличие от других типичных палладианских строений усадебный дом Пизани в Монтаньяне сочетает в себе городской фасад, выходящий на Площадь коммуны, и, с противоположной стороны, сельский фасад, обращённый в сады и сельскохозяйственную местность за пределами виллы. В апартаменты, расположенные на втором этаже, можно попасть по двойной овальной лестнице, которая обрамляет центральную нишу со стороны сада. Снаружи этажи практически не различаются: явно заметного «благородного этажа» (piano nobile) на фасаде не видно. Со стороны сада доступ в парк осуществляется только через центральный портик.
Центральный корпус, прямоугольный в плане, оформлен по главному фасаду двухъярусным четырёхколонным портиком с треугольным фронтоном. Колонны — трёхчетвертные (слегка утопленные в стену): внизу дорического ордера, выше ионического. Дoрический фриз антаблемента первого яруса проходит вокруг здания, связывая все элементы воедино. Рисунки Палладио с автографами, связанные с этим проектом, не сохранились. Однако Палладио опубликовал проект виллы в своём трактате «Четыре книги об архитектуре» (1570). Гравюра трактата показывает несколько иную версию композиции здания: центральный корпус окружён арочными воротами, которые заканчиваются высокими трёхэтажными башнеобразными павильонами.
Оба этажа имеют одинаковую планировку внутренних помещений. Потолки, однако, разные. На первом этаже они сводчатые, начиная с примечательной комнаты с полуколоннами, которая представляет собой нечто среднее между атриумом и залом, очевидно, самой важной комнатой дома со скульптурами «Времена года» Алессандро Витториа. Четыре аллегорические статуи установлены в нишах стен. Из атриума проход ведёт в лоджию с видом на сад. По двум винтовым лестницам можно попасть на второй этаж.